# Cristina Merli
Cristina Merli (2 maggio 1995) è una calciatrice italiana, centrocampista offensiva del Lumezzane.